# Памятник Александру II (Псков)
Памятник Александру II — памятник русскому императору Александру II Освободителю, торжественно открытый 27 июня 1886 года в Пскове. Находился на Торговой площади (ныне — площадь Ленина), неподалёку от Городской Думы и Присутственных мест. В январе 1919 года был снят с постамента по распоряжению советских властей.

## Описание памятника

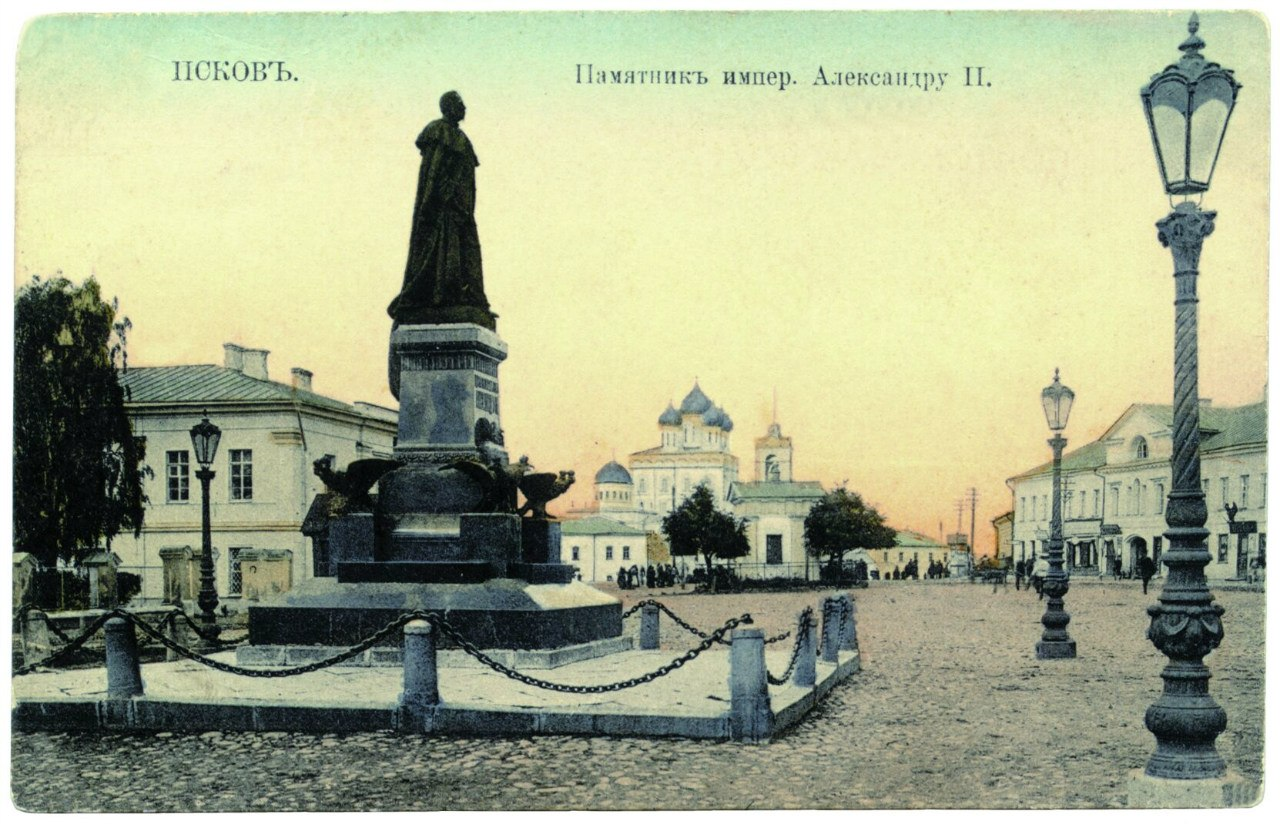
Памятник Императору Александру II на фоне Троицкого собора

Памятник изображал императора Александра II в полный рост в мундире и орденской ленте, с накинутой на плечи мантией и цепью ордена Андрея Первозванного на груди. В правой руке императора располагался свиток манифеста 1861 года, левой он касался державы, лежащей на небольшой тумбе. На гранитном постаменте была сделана надпись: «Царю-Освободителю Александру II». Ниже располагались бронзовые лавровый венок и пальмовая ветвь. Окружали скульптуру четыре фигуры двуглавых орлов с приподнятыми крыльями. Относительно астраханского памятника единственным отличием была надпись на задней стороне постамента «От псковского купечества».

## История памятника

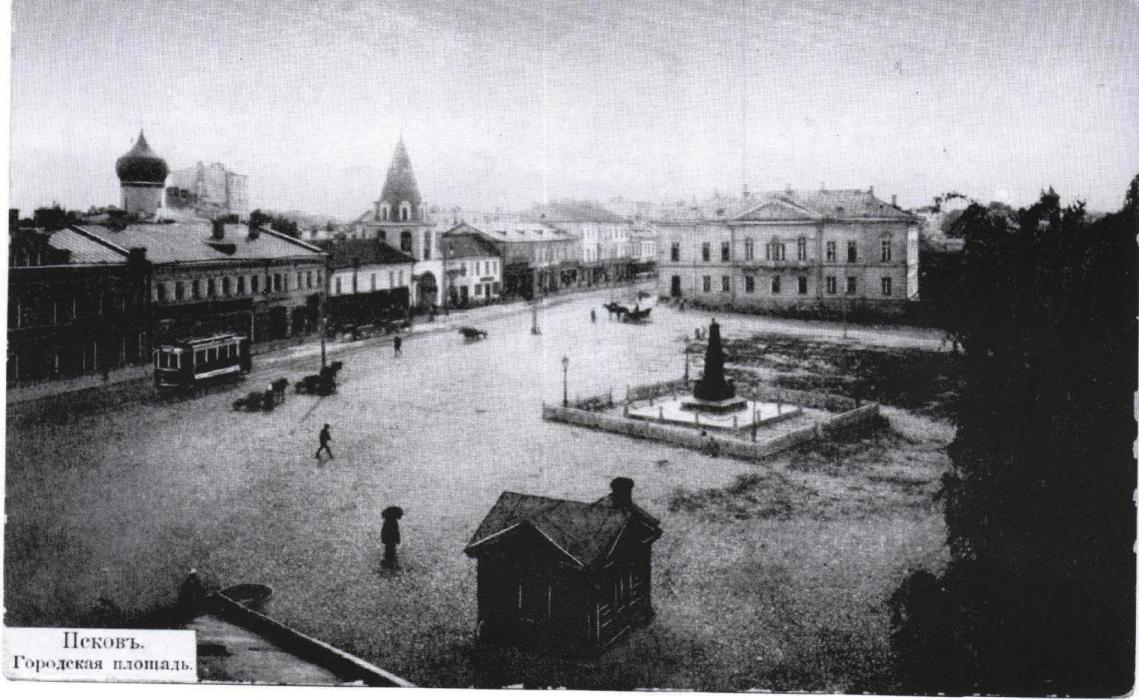
Памятник Императору Александру II Освободителю. Вид на Торговую площадь

### Проект памятника
Идея увековечивания императора Александра II возникла практически сразу после убийства Царя-Освободителя террористами. Инициатива по сооружению памятника исходила от Псковского купеческого общества, которое начало сбор добровольных пожертвований по подписке с марта 1881 года . Само Псковское купеческое общество ассигновало 5 тысяч рублей, которые разложили к уплате на каждое купеческое свидетельство первой гильдии по 150 рублей и второй гильдии по 25 рублей. Проект был выполнен академиком Императорской Академии художеств Александром Михайловичем Опекушиным.

### Возведение и открытие
Псковичи под руководством городского головы Петра Петровича Калашникова сами выбрали место — Торговая площадь перед Присутственными местами. В июле 1886 году скульптор Александр Михайлович Опекушин лично приезжал в Псков, чтобы убедиться в качестве отливки скульптуры, и остался доволен увиденным. 27 июля 1886 года состоялось освящение и торжественное открытие памятника Александру II Освободителю при значительном скоплении горожан. На церемонии присутствовал сын убитого императора великий князь Владимир Александрович с супругой Мария Павловна Мекленбург-Шверинская.
Во время посещения Пскова супруги посетили создаваемый в Детинце сквер и посадили в нём два первых деревца.

### Разрушение
12 апреля 1918 года большевики издали декрет «О снятии памятников, воздвигнутых в честь царей и их слуг». В 1919 году новые псковские власти снесли монумент Царю-Освободителю и использовали «на производственные нужды».